# Храховиште (Ново Место на Ваху)
Храховиште (слч. Hrachovište) насељено је мјесто са административним статусом сеоске општине (слч. obec) у округу Ново Место на Ваху, у Тренчинском крају, Словачка Република.

## Становништво
| Година:    | 1994. | 2004.   | 2014.   | 2024.    |
| ---------- | ----- | ------- | ------- | -------- |
| Број људи: | 666   | 694     | 720     | 644      |
| Разлика:   |       | +4,20 % | +3,74 % | -10,55 % |

| Година:    | 2023. | 2024.   |
| ---------- | ----- | ------- |
| Број људи: | 643   | 644     |
| Разлика:   |       | +0,15 % |

Према подацима о броју становника из 2024. године насеље је имало 644 становника.